# Летюча змія райська
Райська летюча змія (Chrysopelea paradisi) — змія з роду летючих змій родини Вужеві. Має 3 підвиди.

## Опис
Загальна довжина досягає 1,2 м. Від близького виду, Chrysopelea ornata, відрізняється меншими розмірами та слабко розвиненими кілями спинної луски. Забарвлена набагато яскравіше, ніж Chrysopelea ornata. З боків тулуба луска зеленого кольору з чорною облямовкою. Уздовж хребта зелений змінюється яскраво-жовтим та помаранчевим кольорами. На голові помаранчеві плями особливо великі, вони чергуються з чорними смугами, утворюючи красивий малюнок. Яскрава луска може розташовуватися по всій спині до основи хвоста. Однак далеко не всі особини забарвлені однаково яскраво, зустрічаються й цілком зелені змії без червоних та помаранчевих плям. Черево світло-жовтого кольору, верхньогубні щитки забарвлені у жовтуватий колір, часто на них помітні чорні плями, особливо на верхній частині.

## Спосіб життя
Полюбляє первинні та вторинні дощові тропічні ліси, зустрічається поряд з людиною. Активна вдень. Харчується дрібними ящірками та іншими деревними тваринами.
Це яйцекладна змія. Самка відкладає від 6 до 11 яєць.
Часто тримається у тераріумах.

## Розповсюдження
Мешкає у Таїланді, Індонезії, Брунеї, Малайзії, Сінгапурі, М'янмі, на Філіппінах. 

## Підвиди
- Chrysopelea paradisi paradisi
- Chrysopelea paradisi celebensis
- Chrysopelea paradisi variabilis